# District imperial

Cele zece districte imperiale la mijlocul secolului al XVI-lea

Districtul imperial (în germană Reichskreise) a fost o unitate teritorială subordonată Sfântului Imperiu Roman, care cuprindea mai multe teritorii cu conducători proprii - fiind excluse inițial teritoriile conduse de principi electori și teritoriile ereditare habsburgice. Districtele imperiale au fost create începând din 1500 în cursul Reformei imperiale a lui Maximilian I pentru îmbunătățirea administrăriii imperiului. Ele au existat până în 1806.

## Apariția districtelor imperiale

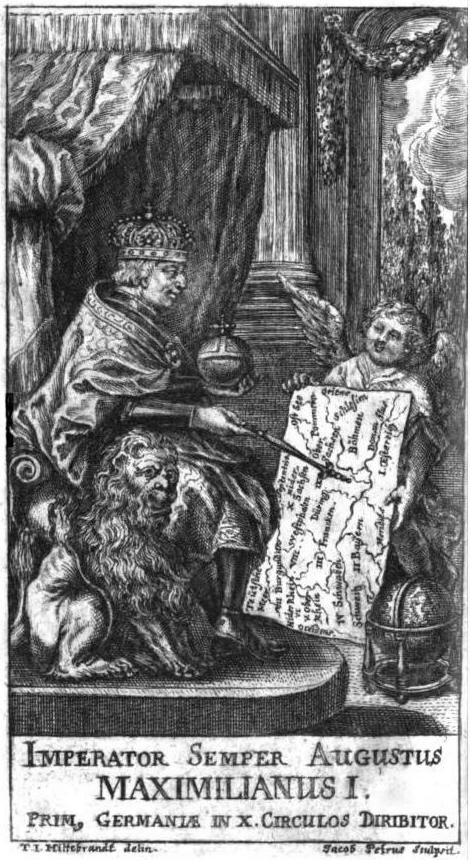
Împăratul Maximilian I la împărțirea districtelor imperiale - coperta Geografiei întregii Germanii (Tromsdorff, 1711)

Sfântul Imperiu Roman în ansamblu nu a avut nici administrație centrală și nici armată proprie. În Perioada modernă timpurie nu s-a dezvoltat un sistem administrativ central sau o armată permanentă, adică ceea ce este caracteristic statelor moderne. Pentru instituirea și aplicarea măsurilor imperiul în ansamblu era prea mare, iar stările imperiale erau prea mici în raport cu mărimea acestuia. De aceea, începând din 1495 și respectiv 1521, au fost create districtele imperiale prin care teritoriul imperiului a fost împărțit în districte geografice, care cuprindeau mai multe teritorii imperiale ai căror conducători erau responsabili pentru aplicarea regională a deciziilor politice imperiale (ocuparea locurilor la curtea judecătorească imperială, executarea hotărârilor acesteia, menținerea păcii, apărarea).
La Conciliul de la Konstanz în 1415 regele Sigismund de Luxemburg a depus o propunere de împărțire a imperiului în districte teritoriale, care prevedea patru zone (Renania, Suabia, Franconia și Germania Centrală), fiecare având un șef și care trebuiau să-și acorde asistență reciproc.
La Dieta de la Augsburg din 1500 a fost emis un ordin imperial pentru aplicarea hotărârilor Curții judecătorești imperiale și pedepsirea celor care încălcau respectarea păcii teritoriale interne. Imperiul a fost împărțit în șase districte ca circumscripții electorale (excluzând teritoriile principilor electori). La Dieta de la Worms din 1521 teritoriile principilor electori au fost, de asemenea, numite districte imperiale.

## Împărțirea în districte
Inițial districtele imperiale nu purtau un nume ci doar un număr. Ulterior ele primit un nume care corespundea așezării lor geografice. Primele șase districte formate în 1500 au fost:
- Districtul imperial al Bavariei (inițial numărul 2)[3]
- Districtul imperial al Franconiei (inițial numărul 1)[4]
- Districtul imperial al Rinului Superior (inițial numărul 4)[5]
- Districtul imperial al Saxoniei (inițial numărul 6)[6]
- Districtul imperial al Suabiei (inițial numărul 3)[7]
- Districtul imperial al Rinului Inferior-Westfalia (inițial numărul 5)[8].

În 1512 s-au adăugat încă trei:
- Districtul imperial al Burgundiei
- Districtul imperial Renan
- Districtul imperial Austriac

De asemenea, în 1512 districtul imperial al Saxoniei a fost împărțit în:
- Districtul imperial al Saxoniei Inferioare
- Districtul imperial al Saxoniei Superioare

Existau, de asemenea, teritorii și domenii care nu erau incluse în districtele imperiale. Crearea celor patru noi districte imperiale în 1512 a avut ca scop includerea teritoriilor ereditare habsburgice (districtul imperial al Burgundiei și respectiv al Austriei) și a teritoriilor principilor electori în această structură. Regatul Boemiei, cu zonele asociate: Silezia, Luzacia și Moravia, Confederația Elvețiană, teritoriile Cavalerilor Imperiali și feudele din Italia Imperială, au rămas în afara acestor districte până la sfârșitul imperiului.

## Extinderea districtelor imperiale
În niciun moment districtele nu au fost omogene în ceea ce privește dimensiunea, importanța politică sau puterea economică, datorită componenței lor.
Fiecare district consta dintr-un număr diferit de domenii imperiale, care la rândul lor aveau dimensiuni diferite și deci importanță diferită. De exemplu: în 1532 districtul Burgundiei era format din trei mari regiuni, separate unele de celelalte, cea principală fiind Ducatul Burgundiei pe lângă alte patru comitate mai mici, iar districtul austriac cuprindea pe lângă Arhiducatul Austriei, patru eparhii, patru comitate mai mici și alte două mici regiuni.
De asemenea, remarcabilă a fost și dezvoltarea politică până în 1806. Ca urmare a politicii de expansiune a Franței, districtul Rinului Superior a pierdut din ce în ce mai multe zone și domenii în vest. În alte districte conducătorii teritoriilor mai puternice au preluat teritoriile și drepturile conducătorilor mai mici, fiind adesea reprezentați în mai multe districte. De exemplu familia Hohenzollern avea posesiuni în același timp în districtul Saxoniei Superioare (Margrafiatul Brandenburg), în districtul Saxoniei Inferioare și în Districtul Rinului Inferior-Westfalia (Ducatul de Kleve).

## Funcțiile districtelor imperiale
Cele șase districte imperiale au fost inițial doar districte electorale. Mai târziu acestea au primit îndatoriri ca executarea hotărârilor Curții judecătorești imperiale, supravegherea emiterii și administrarea emiterii monedelor și mai ales formarea și întreținerea contingentelor militare imperiale. Deoarece toate teritoriile trebuiau incluse în districte imperiale pentru a putea îndeplini noile sarcini, au fost create cele patru noi districte. Înainte nu fusese necesar ca principatele electorale și teritoriile habsburgice să aparțină vreunui district imperial, deoarece atât principii electorii, cât și împăratul aveau obligația de a participau întotdeauna la formarea contingentelor militare imperiale.
Cele șase și mai apoi zece districte imperiale și-au putut îndeplini abia treptat sarcinile. Dieta de la Worms din 1521 s-a încheiat cu emiterea unui ordin general de pace (în germană Landfriedensordnung) pentru care în 1522 a fost emis un ordin de punere în aplicare pe întreg teritoriul imperiului, districtelor imperiale revenindu-le obligația de a asigura menținerea păcii.
Datorită creșterii treptate a ariei de responsabilitate a districtelor imperiale, acestea au primit începând de la mijlocul secolului al XVI-lea responsabilitatea apărării frontierei și prin mai multe hotărâri ale dietelor din 1681 și 1682 le-a revenit și obligația furnizării contingentelor armatei imperiale. Astfel districtele imperiale au devenit o forță executivă imperială, inexistentă anterior, având responsabilitatea implementării și controlului aplicării deciziilor luate la nivel imperial. Ele funcționau ca administrații de sine-stătătoare. Potrivit „politologilor” contemporani vremii, principalele funcții ale districtului erau:
- menținerea păcii și liniștii comune împotriva rebelilor, a soldaților, a revoltaților și instigatorilor străini; pe lângă „apărarea internă” (azi s-ar numi reglementări de securitate internă și de poliție), s-a adăugat curând și „apărarea districtului împotriva exteriorului”, adică apărarea națională a imperiului;
- aplicarea interidicției imperiale;
- reducerea obligațiilor înscrise în Registrul imperial;
- supravegherea emiterii și administrării monedei;
- supravegherea taxelor aplicate pentru transportul mărfurilor pe drumuri sau trecerea lor prin trecătorile montane;
- alegerea membrilor curții imperiale de judecată (Reichskammergericht).

## Organizarea internă a districtelor imperiale
Componența districtelor imperiale și organizarea lor internă era diferită. Organele descrise mai jos nu au existat întotdeauna în toate districtele imperiale.
Începând din 1529 au fost constituite consiliilor de decizie și consultanță ale districtelor imperiale pentru teritoriile membre ale acestora. Independent de apartenența la o stare imperială, fiecare membru avea un vot la întrunirea consiliului - întrunire ce nu avea loc după un program bine stabilit.
În acest scop a fost creată cea mai importantă funcție, devenită ulterior parțial ereditară, care era deținută în unele districte de unul, dar de cele mai multe ori de doi principi: unul laic și unul ecleziastic. De regulă, aceștia erau prinții cu cel mai înalt rang în districtul imperial. De exemplu, în districtul Suabiei, aceștia erau episcopul de Konstanz și ducele de Württemberg, iar în districtul renan, funcția era deținută de principele elector de Mainz. Inițial aceștia convocau consiliile districtului și purtau corespondență cu celelalte districte. De-a lungul timpului, această funcție s-a transformat căpătând un rol administrativ și având îndatoriri ca, de exemplu, trimiterea legilor spre publicare în district.
Consiliul alegea șeful districtului și adjunctul respectiv înlocuitorul acestuia, a cărui sarcină a fost inițial asigurarea păcii interne și ducerea la îndeplinire a execuțiilor. Ulterior s-a adăugat conducerea trupelor districtului care vor avea sub el din tribunele cercului. În unele districte, trupele au fost conduse mai târziu de un general al districtului, iar episcopul districtului urmărea doar menținerea păcii interne, dacă această funcție exista.

### Consiliile districtelor imperiale
Consiliile districtelor reprezentau adunările tuturor stărilor sau a trimișilor acestora, care se întruneau la intervale neregulate, de obicei cel puțin o dată pe an. Toate problemele importante erau discutate și, pe cât posibil, rezolvate. Consiliul aplica principiul majorității voturilor, fiind de fapt singurul organ al districtului care lua decizii obligatorii, cel puțin teoretic, pentru toate stările imperiale.
Stările erau împărțite în cinci colegii (colegiul principilor ecleziastici, al principilor laici, al prelaților, al conților și stăpânilor liberi, al orașelor imperiale libere), fiecare dintre ele având un președinte. Acestea formau Deputația Ordinară care, într-un cerc mai restrâns, stabilea ordinea de zi a adunării consiliului și putea exercita o anumită influență asupra politicii districtelor. Decizia finală cu privire la toate problemele aparținea consiliului districtelor, în care votau toate stările și nu colegiile stărilor, astfel încât, spre deosebire de dietă, colegiile nu puteau exercita o foarte mare influență.
Totuși, principiul majorității voturilor a fost întotdeauna controversat. De multe ori stările ocoleau îndeplinirea obligației de a citi la sfârșitul adunării documentul final al consiliului cu argumentul că acesta nu fusese votat. În acest fel deciziile nu păreau obligatorii. Atâta timp cât refuzul de a duce la îndeplinire hotărârile luate de consiliu a fost menținut în anumite limite, funcționalitatea districtului nu a fost pusă în pericol, însă la un moment dat a fost atins punctul în care acesta a afectat capacitatea de negociere a districtului.

### Administrația districtelor imperiale
Consiliile districtelor desemnau personalul pentru cancelarie, trezorerie și arhivă.
În decursul timpului, districtele au angajat proprii funcționari: secretar de district, comisari, consilieri, colectori de taxe, personal militar special etc. Creșterea numărului funcționarilor s-a datorat preluării mai multor sarcini și activități.
Un factor decisiv în a împiedica districtul să devină un instrument al puterii supreme a fost și vigilența stărilor imperiale în ceea ce privește repartizarea funcțiilor în administrația districtelor și în armată. Cu cât un district își asuma mai multe sarcini și devenea mai puternic, cu atât trebuia să angajeze mai mulți comisari, ofițeri și alți funcționari pentru a garanta o bună administrare a districtului. Unii dintre acești funcționari proveneau direct din stările imperiale. Alți funcționari erau numiți direct de districte, însă consiliul districtelor se asigura că nu doar candidații dintr-o anumită stare imperială ajungeau în poziții cheie din care să poată domina districtul. În plus, atât de mulți funcționari ai districtelor nu au fost niciodată angajați încât la aplicarea hotărârilor să nu fie necesară asistența administrațiilor stărilor imperiale. Astfel cei mai puțin puternici erau protejați de eventualele restricții excesive impuse de suveranul lor.

### Contingentele militare al districtelor
Dieta de la Worms din 1521 a hotărât ca imperiul să dispună de o armata de 24 265 de oameni. De atunci, contingentele districtelor imperiale au fost numite trupe districtuale, deoarece districtele imperiale erau cele care furnizau contingentele armatei Sfântului Imperiu Roman. Toate districtele imperiale erau obligate să asigure contingente militare, dar nu toate își îndeplineau această obligație. Armata imperială a dispus inițial de 4 202 călăreți și 20 063 pedestrași, solda lunară a unui călăreț fiind de zece guldeni, iar cea a unui pedestraș de patru guldeni, ceea ce însemna o sumă de 128 000 de guldeni lunar. Această sumă era măsura contribuției districtelor la cheltuielile militare ale imperiului. În caz de război suma se putea dubla sau tripla etc.Chiar dacă în caz de război, trupele erau subordonate înaltului comandament imperial ca parte a armatei imperiale, stările, precum și districtul în ansamblu, nu au renunțat la menținerea unui anumit grad de control asupra regimentelor. Acțiunea împotriva intereselor districtului era astfel exclusă. În consiliile districtuale erau numiți consilieri care erau subordonați colonelului districtual.

## Asociațiile districtelor
Unele cercuri imperiale au format uneori asociații districtuale pentru a urmări eficient obiectivele comune. ce de exemplu în perioada următoare Războiului de 30 de ani. Aceste alianțe au atins apogeul importanței lor în timpul Războiului Succesiunii Spaniole.